# 祖甲
祖甲（そこう）は殷朝の第24代王。祖庚の弟。

## 概要
幼少期は父武丁の寵愛を受けていたが、王位を継承することを望まず、弟に譲り、民衆と共に暮らした。兄が病死した後、さらに33年間統治し、民衆の福祉に尽力した。『竹書』には、彼が若くして西戒の反乱を鎮め、後に和平を結んだと記される。霍光はかつて祖家に「嚣」と「良」という双子がいたことを記している。一方で『史記』によれば、暴虐な性格のために殷が衰える原因となったとされている。
また、煩雑な祭祀の制度を体系化し、肜祭（鼓祭）、翌祭（舞祭）、祭祭（肉祭）、洅祭（谷物祭祀）、协祭（综合性祭祀）の五つの祭祀を以て神々と祖先を祀る形式を確立した。また、祭祀対象を死後に神格化された人間の祖先たちに絞る一方で、森や川など自然を司る神々への儀礼は縮小された。
一部の研究者は祖甲の代に王が後継者を定める制度が始まり、西周以降の嫡子による世襲制の原型になったと考えている。ただし、嫡子相続は康丁の代まで確立されず、殷末やその子孫とされる宋の初期までは必ずしも厳密に施行されていなかったとする説もある『呂氏春秋』当武篇に記されている宋微子启と帝辛の相続争いは、戦国時代後期の作り話であり、事実ではないと考えられている。宋の始祖とされる微子啓と微仲衍の母親はおそらく『尚书·牧誓』に記されている八つの国の一つである「微」の出身で辛帝の母親とは出自を異にする。

## 年代
夏商周年表プロジェクトでは紀元前1184年から紀元前1777年とされているが、デヴィッド・ニヴィソンは紀元前1777年から紀元前1756年という期間を提案している。

## 家族

### 父祖
- 沃甲:17代王。
- 盤庚:18代王。
- 小辛:19代王。
- 小乙:20代王。

### 両親
- 武丁:21代王。
- 妇妌（妣戊):実母

### 兄弟
- 祖庚:22代王。
- 祖己:史書では即位前に夭逝。
- 小臣妥

### 子孫
- 廩辛:24代王。
- 庚丁:25代王。

- 武乙:26代王。